# Salomón Juan Marcos Villarreal
Salomón Juan Marcos Villarreal (n. Torreón, Coahuila; 3 de mayo de 1973) es un destacado empresario textilero mexicano, perteneciente a la familia Juan Marcos, familia de empresarios y políticos de Coahuila. 

## Biografía
Es el hijo mayor de Salomón Juan Marcos Issa y su esposa Rocío Villarreal Asúnsolo. Su familia se ha dedicado a la industria textilera desde hace tres generaciones en el área de La Laguna en Coahuila, desde su abuelo paterno Antonio Juan Marcos. Terminó su carrera en el ITESM Campus Laguna.
Sus empresas englobadas bajo el concepto de Grupo Denim operan en México, Estados Unidos y a partir de 2010, también en Nicaragua a través de la empresa GD Maquiladora de Nicaragua. Sus empresas laboran para grandes firmas de la industrial de la moda e industria textil.